# Кёльн
Кёльн (нем. Köln МФА: /kœln/о файле, рип. Kölle МФА: [ˈkœlə]о файле, лат. Colonia) — город в Федеративной Республике Германия, в земле Северный Рейн-Вестфалия. Город-миллионник Кёльн является четвёртым по населению и третьим по площади городом Германии, а также одним из крупнейших экономических и культурных центров страны. Кроме того, Кёльн — крупнейший центр 10-миллионной надагломерации Рейнско-Рурского региона и центр 2-миллионной моноцентрической агломерации. «Метрополия на Рейне», как часто называют Кёльн, — один из старейших городов Германии, который играл значительную роль в истории Европы на протяжении всего своего существования, начиная с Римской эпохи. Кёльн знаменит своим главным храмом — Кёльнским собором, одним из главных католических храмов Германии.

## Географическое положение
Кёльн расположен в нижнем течении реки Рейн в Кёльнской бухте. На востоке от Кёльна находятся так называемое Нагорье (Bergisches Land) и гористая местность Зауэрланд; на западе — национальный парк Филле; на юго-западе — возвышенность Эйфель; на юго-востоке Рейнские Сланцевые горы. Самая высокая точка на территории города — Кёнигсфорст — расположена на 118 метрах, а самая низкая (Воррингенский разлом) — на 37 м над уровнем моря. Географические координаты города — 50° 55' 60" сев. широты и 6° 57' 0" вост. долготы.

## Климат
Кёльн находится в зоне умеренного климата. В городе преобладают северо-западные ветры, часто случаются шквалистые порывы.
В зимний период температура редко падает ниже 0 °C, заморозки случаются при перемещении холодных воздушных масс из Скандинавии и Восточной Европы. Лето в городе умеренно тёплое. Весна достаточно прохладная и затяжная, осенью бывают возвраты тепла вплоть до ноября. Среднегодовая сумма осадков составляет 839 мм.
| Показатель                | Янв. | Фев. | Март  | Апр. | Май  | Июнь | Июль | Авг. | Сен. | Окт. | Нояб. | Дек. | Год  |
| ------------------------- | ---- | ---- | ----- | ---- | ---- | ---- | ---- | ---- | ---- | ---- | ----- | ---- | ---- |
| Абсолютный максимум, °C   | 16,2 | 20,7 | 25,3  | 30,8 | 32,4 | 36,8 | 37,2 | 38,3 | 32,2 | 27,6 | 20,2  | 16,7 | 38,8 |
| Средний максимум, °C      | 5,4  | 6,7  | 10,9  | 15,2 | 19,4 | 22   | 24,5 | 24,1 | 19,9 | 15,1 | 9,5   | 5,9  | 14,9 |
| Средняя температура, °C   | 2,5  | 2,9  | 6,3   | 9,7  | 14   | 16,6 | 18,8 | 18,1 | 14,5 | 10,6 | 6,2   | 3,3  | 10,3 |
| Средний минимум, °C       | −0,5 | −0,6 | 2,1   | 4,3  | 8,3  | 11,1 | 13,4 | 12,8 | 9,9  | 6,9  | 3,2   | 0,5  | 6    |
| Абсолютный минимум, °C    | −25  | −20  | −13,4 | −8,8 | −7,2 | −0,5 | 2,9  | 1,9  | −1,3 | −6,1 | −10,4 | −18  | −25  |
| Норма осадков, мм         | 62   | 54   | 65    | 54   | 72   | 91   | 86   | 75   | 75   | 67   | 67    | 71   | 839  |
| Источник: Погода и Климат |      |      |       |      |      |      |      |      |      |      |       |      |      |

## История
История современного Кёльна начинается в 38 году до н. э. с основания оппида Убиорум (лат. Oppidum Ubiorum). Этот каструм был основан Марком Випсанием Агриппой, полководцем императора Августа после переселения на левый берег Рейна дружественного римлянам германского племени убиев. Жившие здесь ранее эбуроны были разбиты войсками Гая Юлия Цезаря. В 15 году н. э. в этом укреплённом селении, окружённом дремучими германскими лесами, в семье полководца Германика рождается Агриппина, которая и считается матерью-основательницей города Кёльна. Став женой императора Клавдия и вместе с тем императрицей, она склоняет мужа дать её родному городу статус колонии, официально ставящий его в ранг имперских городов и вводящий римское право. В 50 году Оппид Убиорум получает этот статус и называется с тех пор «Колония Клавдия и Алтарь агриппинцев» (лат. Colonia Claudia Ara Agrippinensium). Сокращённо город называли Колония Агриппина (лат. Colonia Agrippinensis), а к Средневековью осталось только «Колония», на местном простонародном языке — Кёльн.
В 85 году город объявляется столицей провинции Нижняя Германия (Germania Inferior) — событие, предопределившее историческую судьбу Кёльна. В Колонии Агриппины появляются административные здания (преторий — дворец наместника), храмы (например, храм Юпитера), театр; из Рима переселяется управленческий аппарат, торговцы, жрецы, просто крестьяне, надеющиеся на благодатные почвы и менее высокие налоги. Через 100 лет город уже насчитывает 15 000 человек населения — и это в дикой Германии, при том, что на другом берегу Рейна уже начинались владения свободных германских племён. Позднее Кёльн становится центром стекольной промышленности, появляется монетный двор, за городскими стенами, которым будет суждено простоять ещё сотни лет, строятся шикарные виллы римской знати, удалившейся на покой в провинцию. В 310 году по указу императора Константина строится первый (и вплоть до XIX века единственный) мост через Рейн. К этому времени в Кёльне уже функционируют общины христиан и иудеев, после Миланского эдикта епископ кёльнский Матерн принимает участие в Первом Вселенском соборе.
Однако с конца IV века в Кёльне складывается неспокойная обстановка. Богатая колония становится жертвой набегов воинственных франков, а также солдатских бунтов. В это время у Кёльна принимает мученическую смерть его нынешняя патронесса святая Урсула и её 11 дев. Набеги аланов, вандалов и саксов были успешно отражены. Тем не менее в 454 году франки окончательно завоёвывают Кёльн и окрестности в битве при Цюльпихе. Кёльнский преториум становится резиденцией короля Хлодвига I. Почти полутысячелетний римский период Кёльна с этим заканчивается.
Средневековый период
В 508 году после более чем полувекового господства рипуарских франков Кёльн отходит к королевству Меровингов. Позднее, в 795 году Карл Великий провозглашает Кёльн архиепископством, а своего друга Хильдебольда — первым архиепископом. Архиепископство кёльнское включало в себя территории северо-западной Германии и Нидерландов. Этот высокий статус обусловил начало строительства первого кёльнского собора в романском стиле в 870 году. Однако в 881 году город постигает тяжёлое бедствие — нападение норманнов, которые опустошили Кёльн и его окрестности.
В середине X века император Отто Великий присваивает своему брату, архиепископу кёльнскому Бруно, титул герцога Лотарингского. В самом же Кёльне поселяется невестка Отто, византийская принцесса Феофано (покоится в церкви св. Пантелеймона по сей день). К тому времени Кёльн уже начинает становиться одним из значительнейших городов средневековой Европы. Возводятся католические храмы, расцветает торговля, расширяется территория (в 1106 году к городу присоединяется его северный пригород Нидерих). В 1164 году архиепископом кёльнским становится Райнальд фон Дассель, близкий друг Фридриха Барбароссы. Тот жалует ему титул Канцлера Италии и даёт добро на перенос в Кёльн из Милана мощей святых волхвов. Вскоре начинается строительство громадного готического собора (1248).
Постепенно растёт и самосознание горожан Кёльна. С XI века всё чаще происходят стычки между высшим духовенством и бюргерами. В решающей Битве при Воррингене в 1288 кёльнцы выступили на стороне герцога брабантского против своего архиепископа и одержали над ним окончательную победу. Кёльн стал свободным городом, хотя и оставался центром архиепископства. Ровно через 100 лет после этого знаменательного события был основан кёльнский университет. А в 1367 году в Кёльне проходит заседание торгового союза немецких и голландских городов, на котором принимается решение об объявлении войны Дании. Это событие традиционно отождествляется с основанием Ганзы — величайшего торгового союза Средневековья. Город переживает экономический бум, период своего наивысшего расцвета. С XIII и по XVI век Кёльн — крупнейший город немецких территорий Священной Римской империи. Архиепископ кёльнский традиционно принадлежал к 7 курфюрстам, обладающим правом выбора императора.
Период независимости
В 1584 году в Кёльне открывается нунциат — официальное посольство папы римского. Ведь к тому времени католическая церковь присвоила городу титул «святой» (sanctum), который, кроме Кёльна, носят всего два города: Рим и Константинополь. Несмотря на это, в связи с крахом Ганзы и изнурительной Нойсской войной, экономическая ситуация в городе резко ухудшается. Прекращается даже строительство наполовину готового собора, и средневековый подъёмный кран на одной из башен становится символом города вплоть до XIX века.
В остальном данный период не отмечен в истории города крупными событиями. В тридцатилетней войне Кёльн оставался нейтральным, и потому шведская армия заняла в своё время только правобережные городки, которые сейчас являются районами Кёльна. На архиепископском престоле утвердилась династия Виттельсбахов, по совместительству правящая Баварией и Пфальцем; её представитель Клемент Август отстроил в Брюле под Кёльном свою великолепную резиденцию — дворцы Аугустусбург и Фалькенлуст.
Французский период
После Французской Революции начались многочисленные войны Франции со своими соседями, ратующими за возвращение монархического строя. Покорив нидерландские владения Габсбургов, французская армия двинулась к Рейну и уже в 1794 году стояла у ворот Кёльна. Чтобы избежать разрушений, кёльнский бургомистр добровольно вручил ключи от города французам. Все территории до Рейна были включены в состав Франции, а Кёльн сделался провинциальным французским городом.

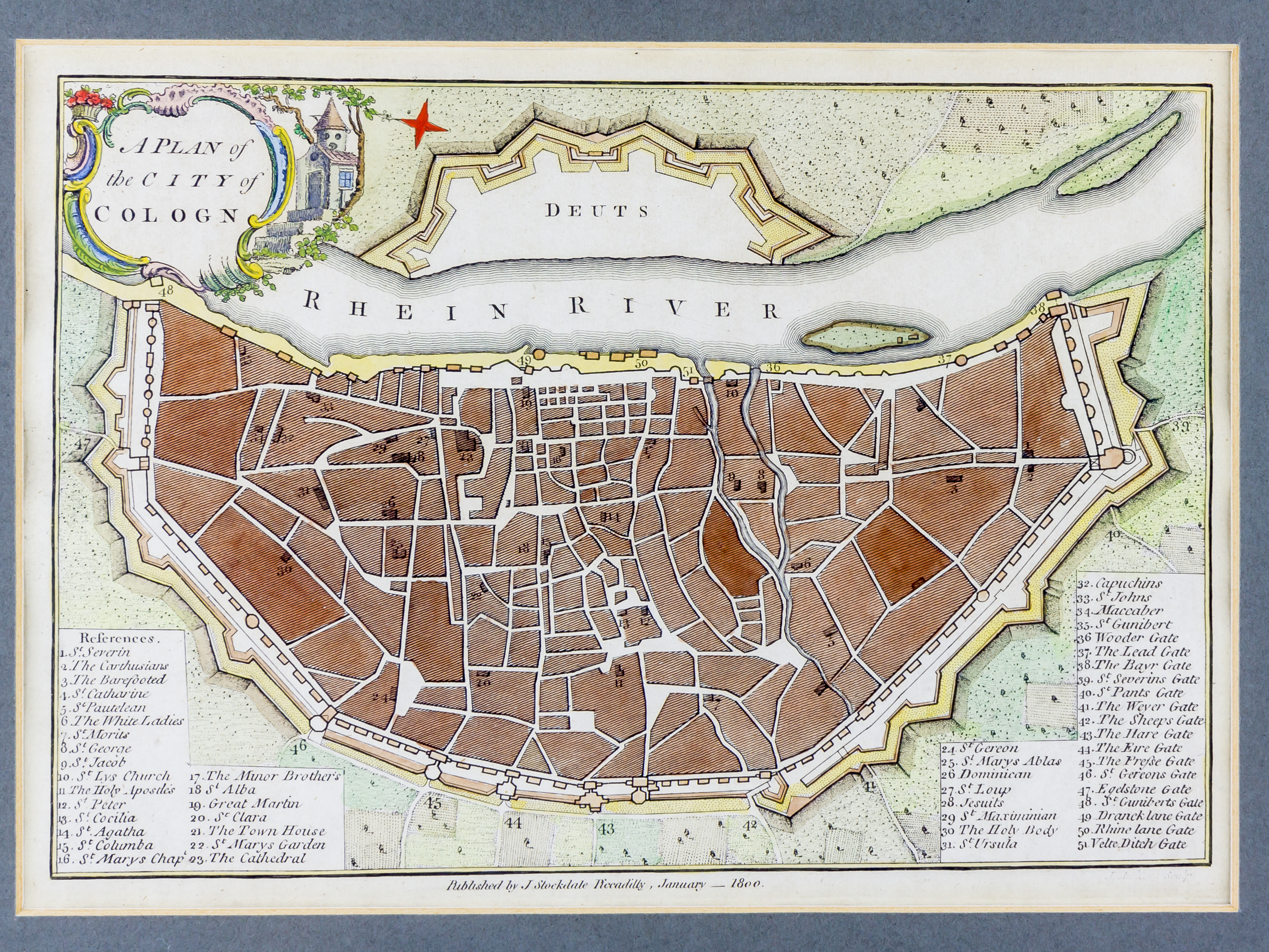
1800

Отношение к завоевателям было двояким. С одной стороны, французы закрыли университет, а также многие монастыри, разрушили в ходе перестройки многие исторические здания и храмы, вывезли в Париж многочисленные культурные ценности. С другой стороны, кёльнцам импонировал либерализм Французской Республики, с воодушевлением было воспринято введение гражданского кодекса Наполеона. Последний посетил Кёльн в 1804 году и был восторженно принят горожанами. Средневековый город получил в ходе перестройки современные бульвары и пассажи.
Ровно через 10 лет, в 1814 году французы покинули город перед наступающими прусскими войсками. На Венском конгрессе Кёльн и вся Рейнская область отошли к Королевству Пруссии.
Прусский период
К пруссакам жители Кёльна испытывали гораздо больше неприязни, чем к французам. Как оккупация воспринималось именно консервативное, милитаристское прусское господство, а не период вхождения во Французскую Республику. Тем не менее, именно при пруссаках Кёльн снова становится значимым городом, во многом благодаря началу индустриальной эпохи. В 1832 году здесь проводят телеграфную линию, а в 1843 году открывается одна из первых железнодорожных веток Пруссии, «Кёльн — Ахен». Кроме того, в 1842 году возобновляется строительство кёльнского собора. К концу XIX века в предместьях Кёльна возникают многочисленные фабрики и заводы, что делает его после расширения территории одним из крупнейших индустриальных центров Германской империи. В частности с 1888 по 1910 годы в состав Кёльна были включены общины Дойца, Калька, Фингста и Мюльхайма, прилегавшие к городским стенам. Перед Первой мировой войной население города превышало 600 000 человек.
С 1842 года в Кёльне редактором «Рейнской Газеты» становится Карл Маркс, главный теоретик коммунизма. В 1886—1907 гг обербургомистром Кёльна был Вильгельм фон Беккер, при котором произошло первое расширение Кёльна. В 1917 году, уже после начала Первой мировой, бургомистром Кёльна избирается Конрад Аденауэр.
Период Веймарской республики
После поражения Германии Кёльн на короткое время становится столицей самопровозглашённой Рейнской Республики. Затем, в 1919 году он вместе со всем Рейнландом входит в оккупационную зону Франции.
Несмотря на инфляцию, город быстро оправляется от экономического кризиса и последствий войны. В 1919 году вновь открывается университет, в 1923 году строится мюнгенсдорфский стадион, в 1924 году торгово-выставочный комплекс в Дойце, а в 1930 году Генри Форд строит здесь свои фабрики и заводы, до сих пор являющиеся главным работодателем города. В 1920-х годах выпускается даже модель «Форд Кёльн». Тем не менее, несмотря на экономическое развитие, в городе присутствовали бедность, безработица и нехватка жилья.
Период Третьего рейха

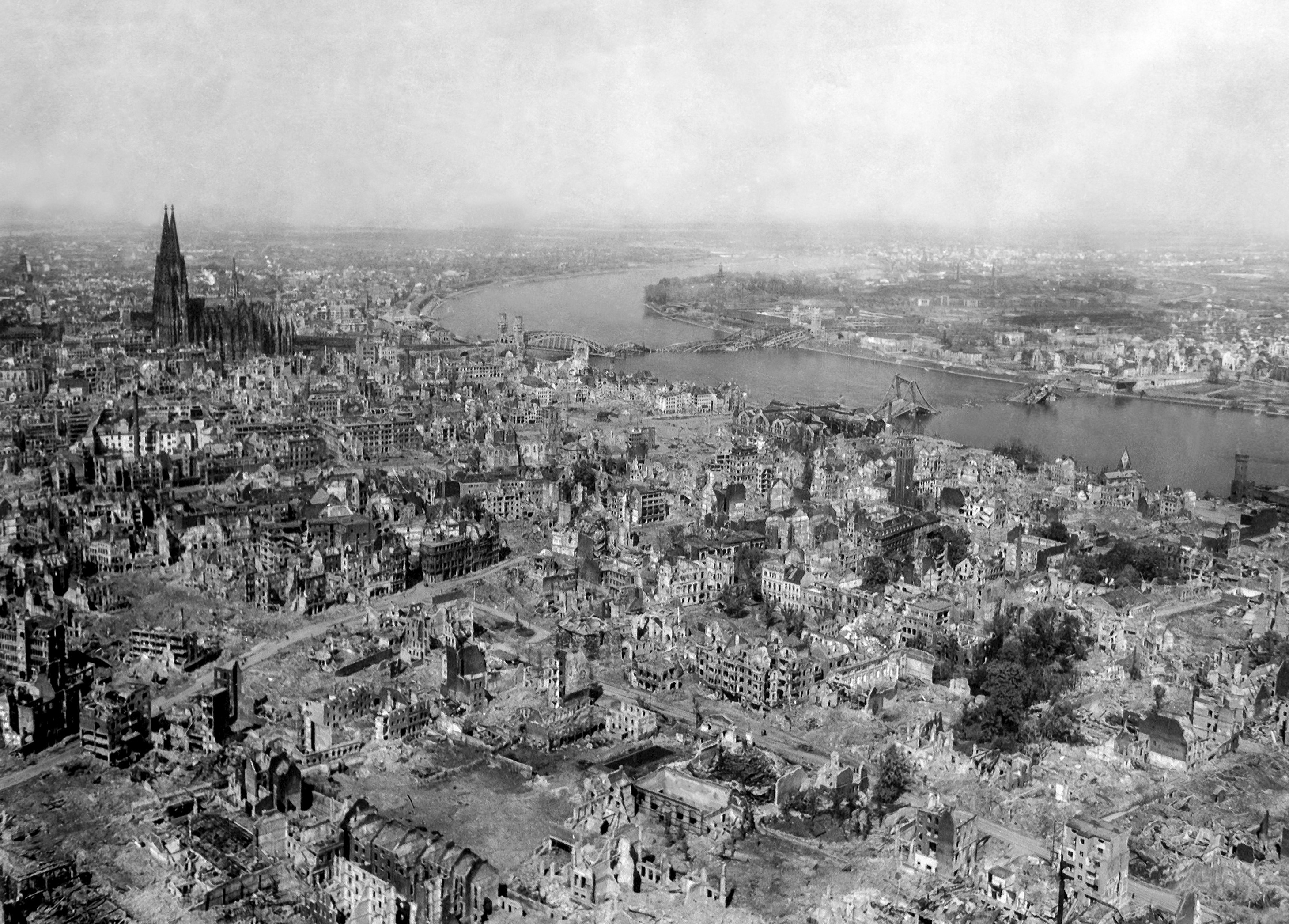
Кёльн в конце войны

30 января 1933 года в Германии к власти пришла нацистская партия НСДАП. Кёльнцы до последнего оказывали на выборах отпор нацистам и лишь через полтора месяца после нахождения Гитлера у власти на муниципальных выборах 12 марта 1933 года НСДАП получила здесь нерешительные 39 %, что однако позволило ей взять власть в городе в свои руки. Конрад Аденауэр, «бессменный» бургомистр и убеждённый антифашист, был смещён со своего поста. Власть в Кёльне перешла к национал-социалистам во главе с гауляйтером гау Кёльн-Аахен Йозефом Гроэ (Josef Grohé).
В 1936 году в демилитаризированный Рейнланд входят германские войска. По всей Германии начинаются погромы евреев и цыган. В «Хрустальную Ночь» сторонники НСДАП сжигают древнюю кёльнскую синагогу и громят еврейские магазины, дома. С началом Второй мировой войны приходят бомбёжки, которые к концу её уничтожат почти весь город (до 90 % зданий центрального района). Только 31 мая 1942 года бомбардировщики Британских Королевских ВВС уничтожили более 5000 зданий.
6 марта 1945 года американские войска заняли город.
Новейшая история

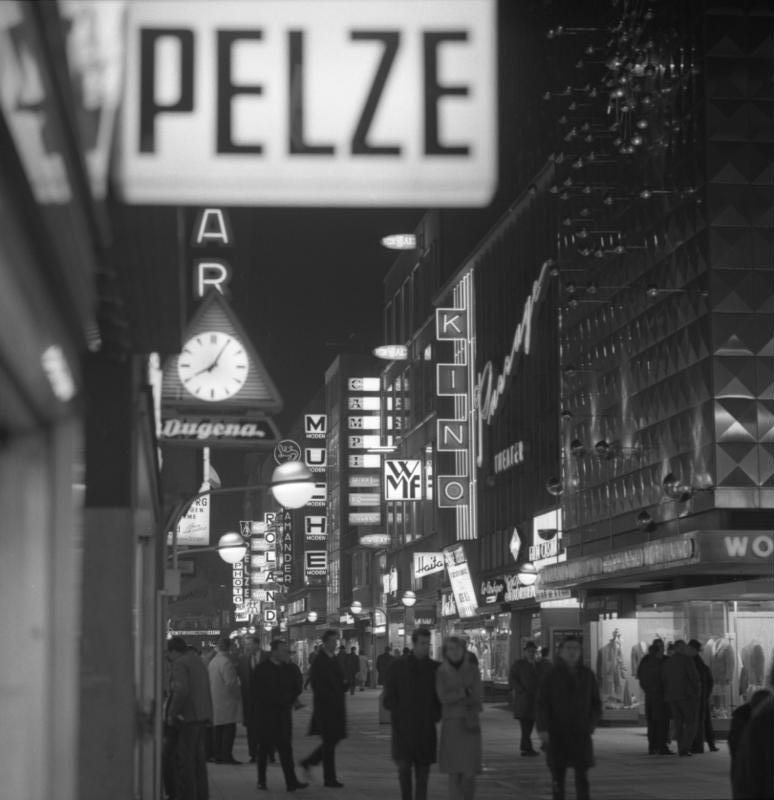
1968

В июне 1945 года Кёльн входит в британскую оккупационную зону. Через 4 года на первых послевоенных выборах бывший бургомистр Кёльна Конрад Аденауэр становится первым канцлером Германии и остаётся на этом посту 14 лет. Первые послевоенные годы полным ходом идёт восстановление города, которому суждено закончиться полностью только в середине 1980-х годов. Немецкое экономическое чудо не обходит стороной и Кёльн — тут в ударных темпах возводятся фабрики и заводы, здания фирм, банков, учреждений, объекты культуры; создаётся современная инфраструктура. В 1980 году Кёльн посещает папа римский, а в 1999 году тут проходит саммит большой восьмёрки, на котором были достигнуты соглашения по войне в Югославии. Строительная деятельность кипит в Кёльне до сих пор. Лишь недавно были закончены такие проекты как «Ланксесс-Арена» — самый большой хоккейный стадион в Европе и самый большой концертный зал Германии и «Медиа-Парк» — красивый современный квартал, в котором сконцентрированы офисы СМИ, кинотеатры, студии телеканалов и прочее.

## Население
Население Кёльна составляет 1 000 298 человек. У Кёльна есть несколько городов-спутников, расположенных непосредственно у городской черты, нередко границы с ними проходят прямо через улицы. Крупнейшие из таких городов — Дормаген, Леверкузен, Бергиш-Гладбах, Тросдорф, Хюрт, Брюль и Пульхайм. Население кёльнской агломерации составляет около 2,1 миллиона человек. Плотность населения в городской черте составляет 2393 человека на км².
Национальный состав
Национальный состав населения очень разнообразен: здесь проживают представители около 150 национальностей. Большинство составляют немцы — 82,6 %, остальные — переселенцы из других стран. Крупнейшими иммигрантскими диаспорами являются турецкая (6,6 % от населения), итальянская (2 %), народов бывшей Югославии (1,56 %) и стран СНГ (0,97 %).
Коренное население города говорит на одном из видов западносредненемецкого диалекта — на кёльше. Кёльш существенно отличается от литературного немецкого, хотя и не так сильно, как швабский или баварский диалекты: люди, хорошо знающие немецкую речь в основном поймут и кёльш. Особенность диалекта представляет, в частности, замена звука G на J, почти полное отсутствие звука R, «проглатывание» конечных звуков и слогов, а также многочисленные местные слова и выражения.

## Религия
42,5 % населения являются членами Римско-католической церкви. 16 % относят себя к протестантам-евангелистам, остальные являются в основном атеистами или мусульманами. Действуют также 2 православные общины (одна из них — при храме святых Константина и Елены РПЦ МП) и 3 еврейские: Jüdische Gemeinde Köln, Synagogen Gemeinde Köln, Jüdische Liberale Gemeinde «Gescher la massoret».
В Кёльне, как в городе толерантном, довольно широко распространены разнообразные неортодоксальные религиозные течения, как христианские (Свидетели Иеговы, Новоапостольская церковь), так и мусульманские и буддистские. Так, например, Кёльн до недавнего времени являлся центром радикальной исламской организации Милли Гёрюш.

## Административное деление
Кёльн разделён на 9 городских округов (нем. Stadtbezirk) и на 86 городских частей (районов) (Stadtteil):

## Культура и достопримечательности
Как город древний и большой, Кёльн располагает многими историческими достопримечательностями. Однако многие из них — лишь восстановленные копии разрушенных во время Второй мировой войны оригиналов. В ходе бомбардировок англо-американской авиацией с 1942 по 1945 годы было разрушено до 90 % городских зданий, в том числе многочисленные памятники культуры.

### Кёльнский собор

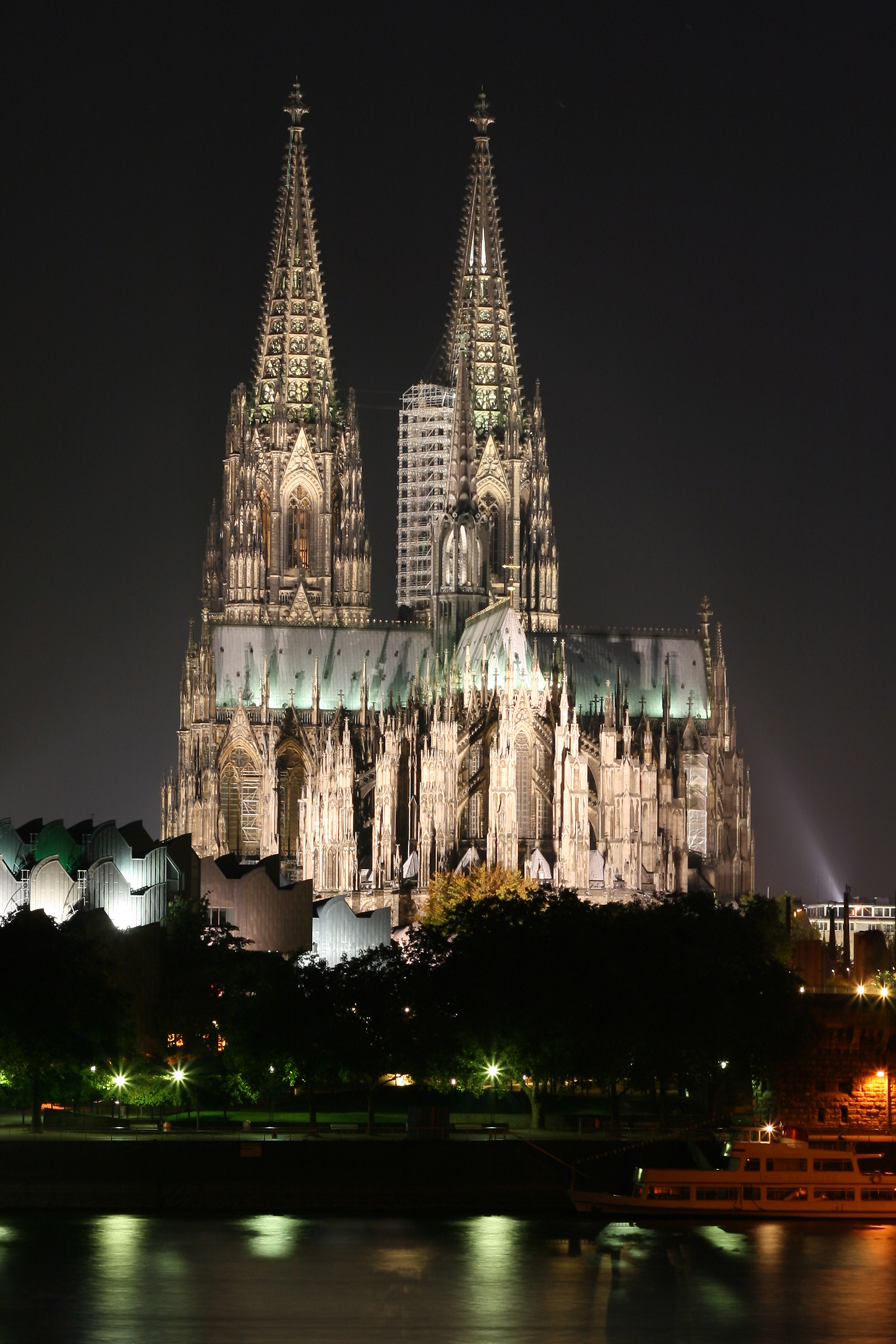
Кёльнский собор

Главная достопримечательность города — это, безусловно, Кёльнский собор Пресвятой Богородицы и Святого Петра. Он чудом уцелел в войне, выдержав прямое попадание трёх бомб, и сегодня является одним из немногих сохранившихся в оригинале храмов города. Строительство этого шедевра готической архитектуры началось в 1248 году при архиепископе Конраде фон Хохштадене. До этого на месте сегодняшнего собора находился другой, романский.
В 1164 году канцлер императора Фридриха Барбароссы Райнальд фон Дассель (1159—1167), одержав победу над городом и государством Миланом, вывез из него мощи Трёх Королей (в православном богословии — Трёх Волхвов). Это неимоверно возвысило город в христианском мире. Как следствие, город не принял лютеранства и остался оплотом католицизма в Северной Германии. После того, как в Кёльн были перемещены мощи трёх волхвов, старый собор уже не мог вмещать толпы паломников со всего света, вследствие чего было принято решение о строительстве невиданного до тех пор по размерам пятинефного собора. Сегодня главная святыня собора хранится в великолепном золотом ковчеге.
В соборе установлено чудотворное распятие, выполненное по заказу архиепископа Геро около 975 года, являющееся древнейшим из монументальных распятий в Европе. Оно послужило прообразом для множества изображений распятого Христа.
В 1560 году из-за отсутствия средств строительство собора окончательно остановилось. Затем наступила пора других архитектурных стилей, и лишь в эпоху романтизма (начало XIX века) снова возникла мода на готику. В 1815 году Гёте поднял вопрос о достройке собора. В 1842 году оно было возобновлено по указу прусского короля Фридриха Вильгельма IV. В 1863 году обе башни были доведены до высоты 157,37 м, а 15 октября 1880 года в присутствии кайзера Вильгельма I строительство было в торжественной обстановке завершено.
Внутреннее убранство собора, как и его вид снаружи, поражают суровым величием, от которого веет духом Средневековья. Культурные ценности, хранящиеся в нём, не поддаются оценке. Многочисленные фрески, мозаики, ниши, алтари, статуи апостолов, витражи составляют неповторимое собрание творений немецкого зодчества от Средневековья до XIX века. Триптих Стефана Лохнера «Поклонение волхвов» является одной из известнейших картин мира.
Кёльнский собор был признан ЮНЕСКО культурным наследием человечества.

### Исторические и архитектурные памятники

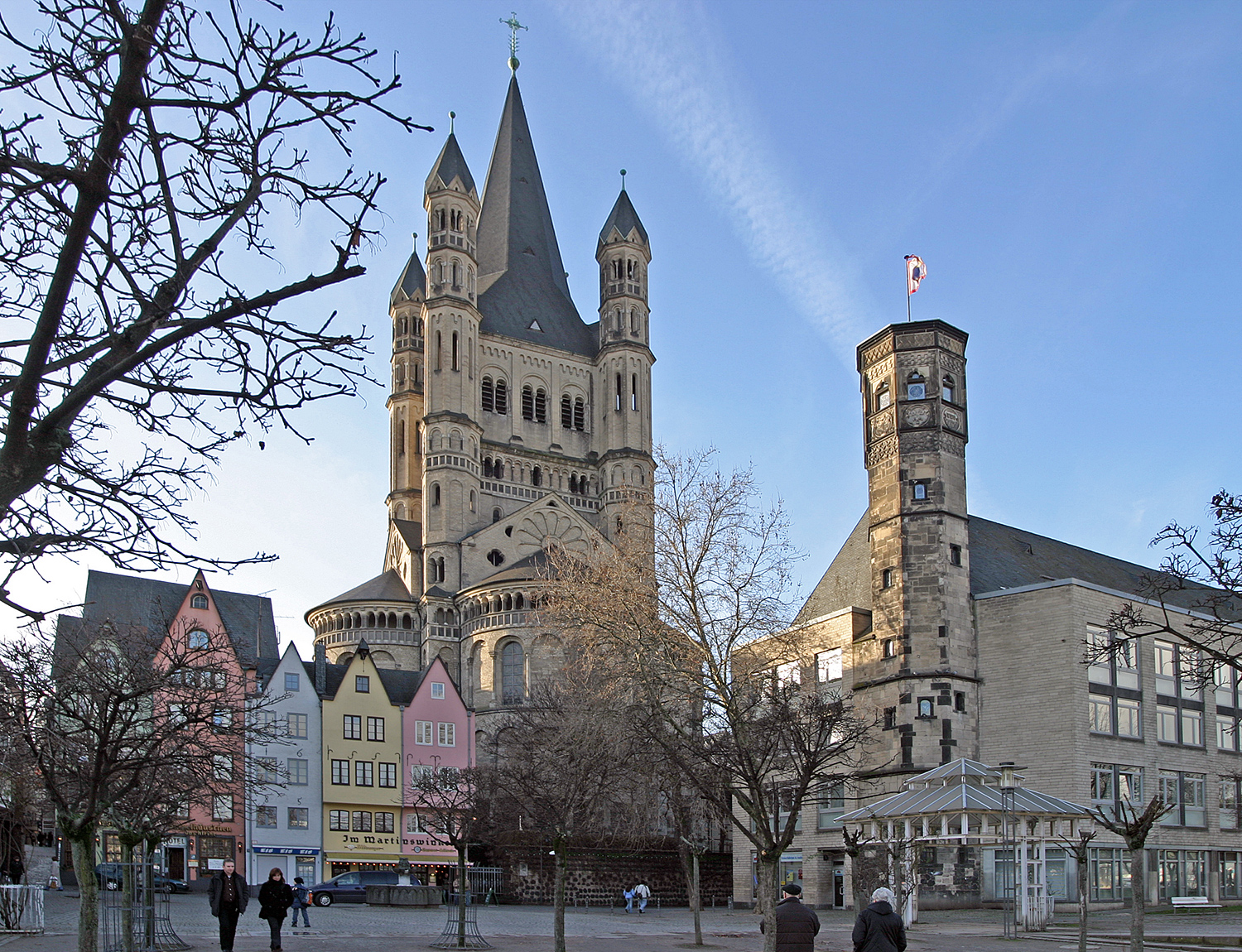
Церковь Св. Мартина и Рыбный рынок

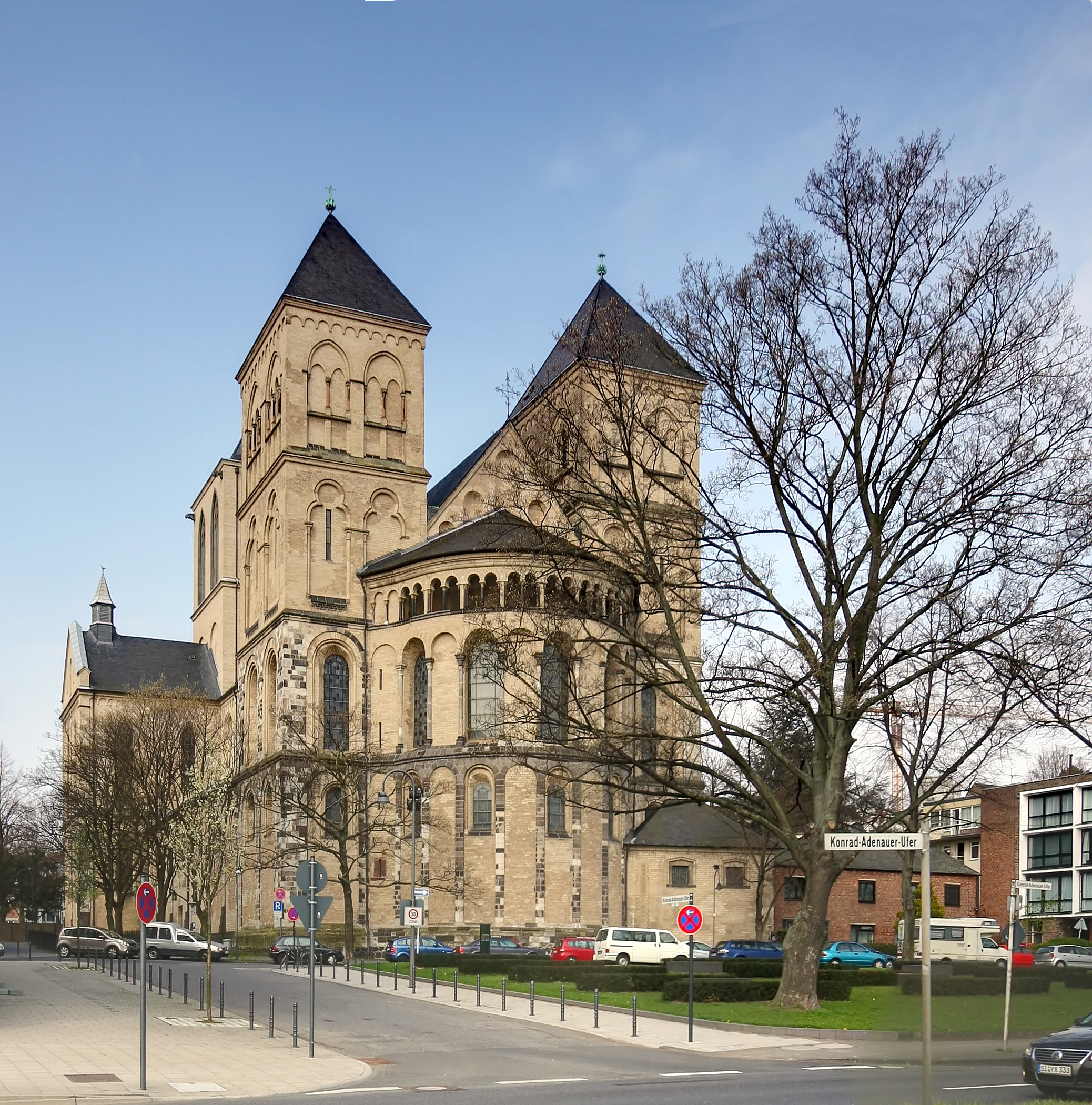
Северный Кёльн, Церковь Св. Куниберта

Кроме собора, к числу самых значимых достопримечательностей города относятся 12 романских церквей. Наиболее интересны церкви Большой Святой Мартин, Святого Андрея, Св. 12 Апостолов, Святого Северина, Святой Марии Капитолийской, Святого Куниберта, Святого Пантелеймона, Церковь Святого Георгия Победоносца и Святой Урсулы. В церкви Святой Марии в Люскирхене сохранились оригинальные фрески сводов XIII века. Церковь Св. Гереона является старейшей церковью Кёльна, её строительство началось ещё при римлянах, в IV веке. Купол Санкт-Гереона выполнен в форме декагона и является самым большим в мире после купола собора Святого Петра в Риме и Святой Софии в Стамбуле. К счастью, он не слишком сильно пострадал в войне, в отличие от самой большой после собора церкви города — Св. Мартина, который был разрушен почти полностью.
В романской церкви св. Андрея похоронен философ и теолог Альберт Великий — один из величайших мыслителей Средневековья, причисленный после смерти к лику святых. Его учеником был Фома Аквинский, также прославившийся своими философскими и теологическими работами. Именно он познакомил Европу с учением Аристотеля, соединив его с положениями, разработанными ранее жившими отцами церкви, в том числе святого Августина. Как выдающийся учёный-схоласт, Фома Аквинский заложил основы римско-католической философии и теологии. Сама схоластика, основным положением которой было утверждение о возможности обоснования веры путём разума, с использованием всей суммы полученных человечеством знаний, обязана книге Фомы «Сумма теологии». В 1323 году он был возведён в ранг святых. Спустя несколько десятилетий живший в Кёльне философ Иоанн Дунс Скот выступил с аргументированной критикой томизма.
Как столица католицизма в Германии, Кёльн располагает рядом других интересных церквей разных эпох. Это и церковь меннонитов, и церковь урсулинок, и великолепные церкви Успения Пресвятой Девы Марии и Пресвятой Девы Марии за городской стеной, построенные в стиле барокко, и современная Св. Елизаветы, и «Крильский соборчик» со средневековым кладбищем, и многие другие.
Другими выдающимися архитектурными строениями города, кроме церквей, являются некоторые сохранившиеся памятники древнеримской архитектуры, например, римская башня недалеко от собора или руины преториума, находящиеся под улицами старого города. Ратуша, башня которой украшена 124 фигурами политических, культурных и религиозных деятелей, жизнь которых была связана с Кёльном, несколько внушительных городских ворот, прусские крепостные сооружения, а также великолепный гогенцоллерновский мост с его тремя аркадами, безусловно, значимо дополняют ансамбль достопримечательностей. И сам город, с его старинными улочками, домами, некоторые из которых уцелели со времён Средневековья, как дом Оверштольцей, набережная Рейна, замечательные парки и сады (Штадтгартен, Фольксгартен), множество памятников все вместе обусловливают обаяние этого большого города.
Среди исторических замков города известен водный замок Белый дом.

### Музеи и эстрада

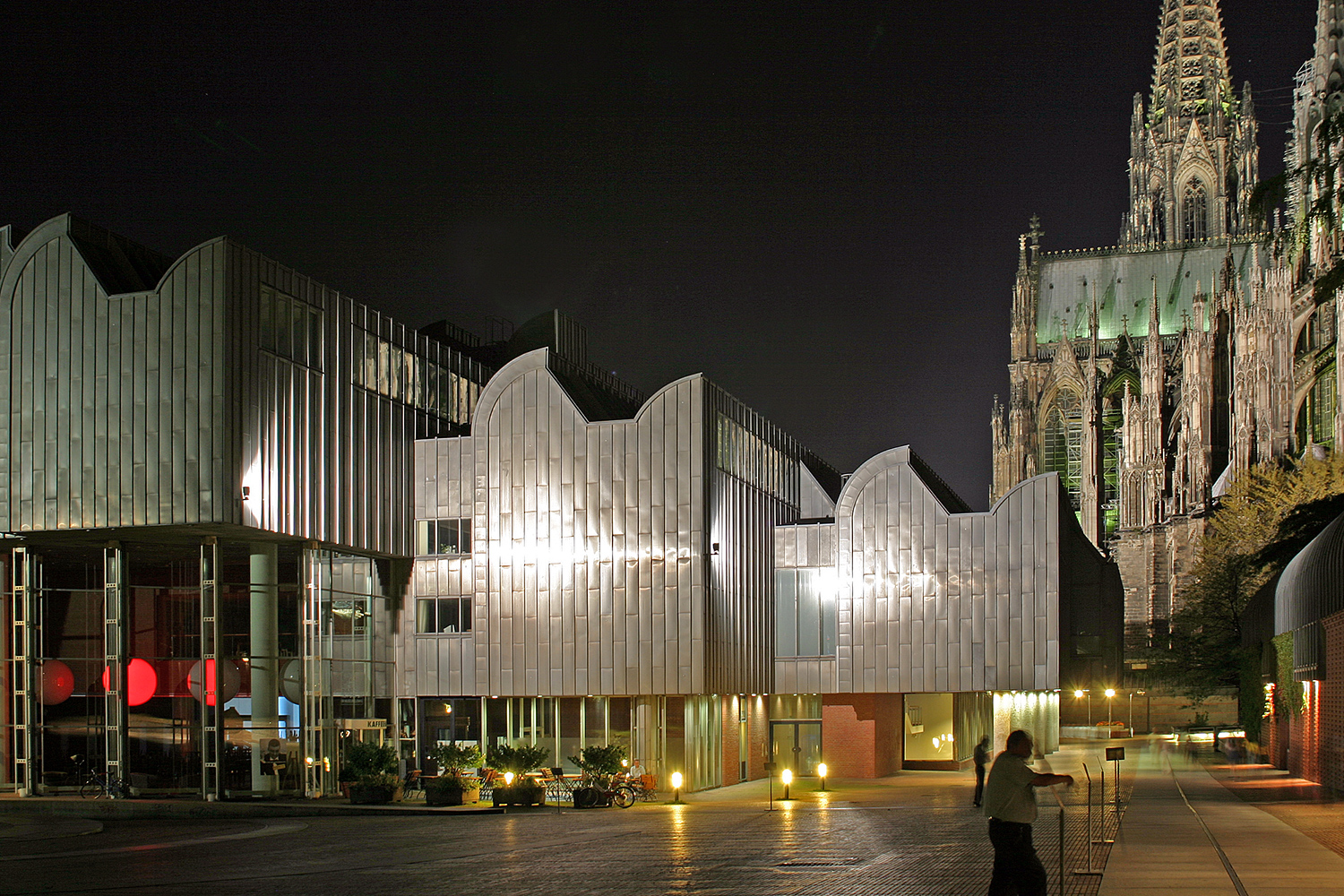
Музей Людвига

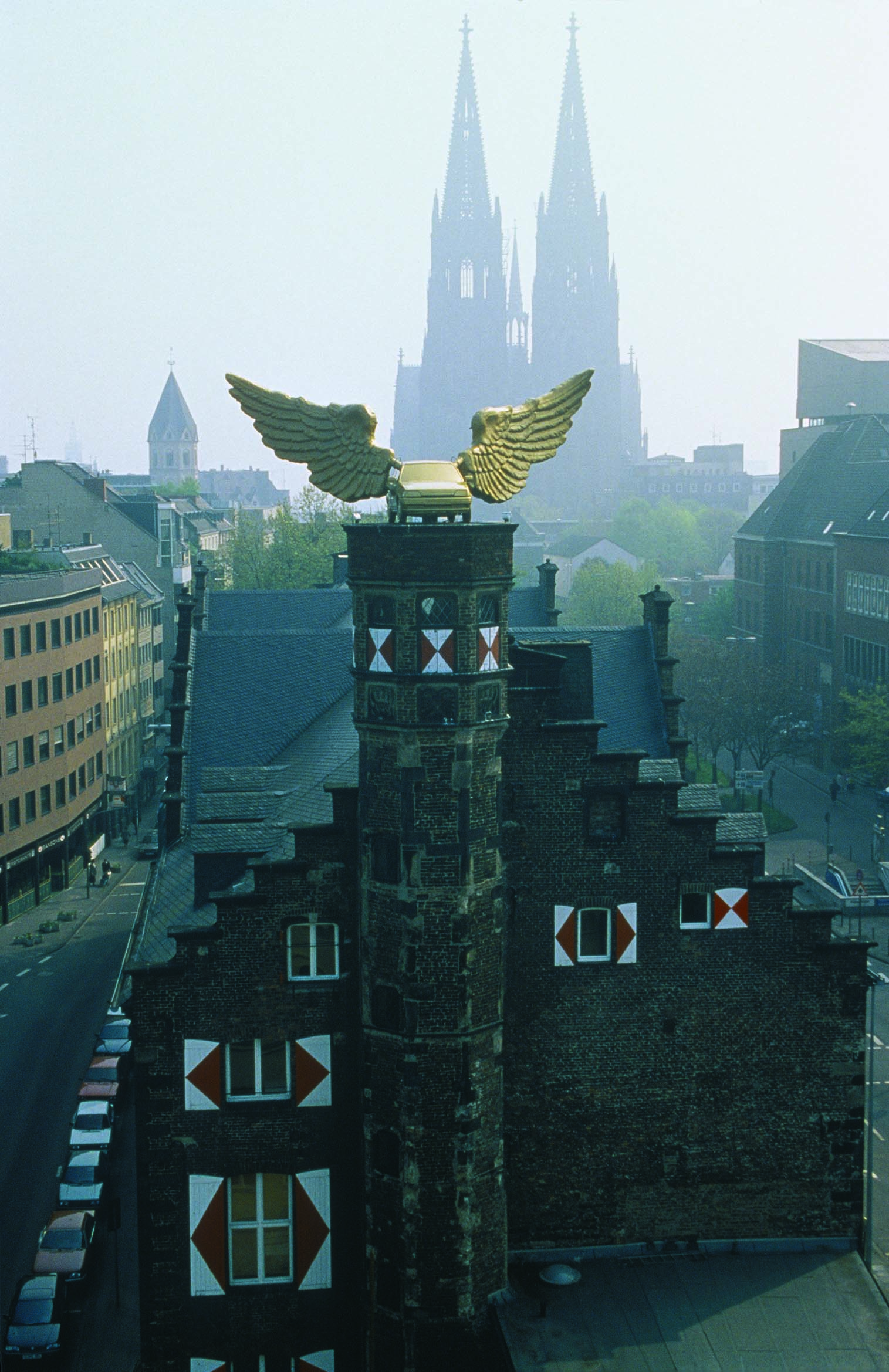
Крылатый Автомобиль на крыше Городского музея, автор ХА Шульт

Помимо всего прочего, Кёльн является ещё и крупнейшим музейно-выставочным центром. По числу картинных галерей он занимает второе место в мире, после Нью-Йорка. В Музее Вальрафа-Рихарца хранится великолепное собрание картин от Средневековья до начала XX века, в том числе таких мастеров, как Лохнер, Рембрандт, Рубенс, ван Гог, Ренуар. Другие известные музеи Кёльна — Римско-германский музей, Городской музей (известный тем, что на его крыше стоит крылатый автомобиль художника-концептуалиста ХА Шультa),
Музей Шнютген (церковное искусство), Музей восточно-азиатского искусства, Музей Людвига (одно из самых значительных собраний современного искусства в мире), музей Kolumba и Музей духо́в в Доме Фарина, где 300 лет назад была создана знаменитая Кёльнская вода — одеколон. В церкви Святой Цецилии располагается посвящённый средневековому искусству Музей Шнютгена, носящий имя члена соборного капитула Кёльнского архиепископства Александра Шнютгена, подарившего Кёльну в 1906 году свою коллекцию, которая и стала основой музейной экспозиции. Имеются также музеи шоколада, спорта, пива и этнографический музей.
Кроме того, в городе существуют зоопарк, террариум и парк-оранжерея экзотических растений («Флора»).
В Кёльне есть филармония, имеются два симфонических оркестра (Гюрцених-Симфониоркестер и ВДР-Симфониоркестер), опера, работают несколько камерных хоров, а также множество театров — Шаушпильхаус, Ателье-театр, КОМЕДИА, Театр Кассиопея, Горизонт-театр, Musical Dome, кукольный театр, Народный театр им. Милловича и прочие.

### Фестивали
Всемирно знаменит кёльнский карнавал, кульминацией которого является Розенмонтагсцуг на масленицу — захватывающее многочасовое карнавальное шествие со щедрым разбрасыванием сладостей. Помимо карнавала в Кёльне регулярно проводятся в числе прочего фестиваль фейерверков («Кёльнские огни») и «День Кристофер-стрит» — всеевропейский ЛГБТ-фестиваль.
В 2005 году в Кёльне прошли «Всемирные дни католической молодёжи», в котором приняли участие 800 000 паломников из 193 стран, в том числе 759 епископов и 60 кардиналов. В завершающей мессе, которая была проведена папой римским Бенедиктом XVI, приняли участие около 1,2 миллиона человек.

### Спорт

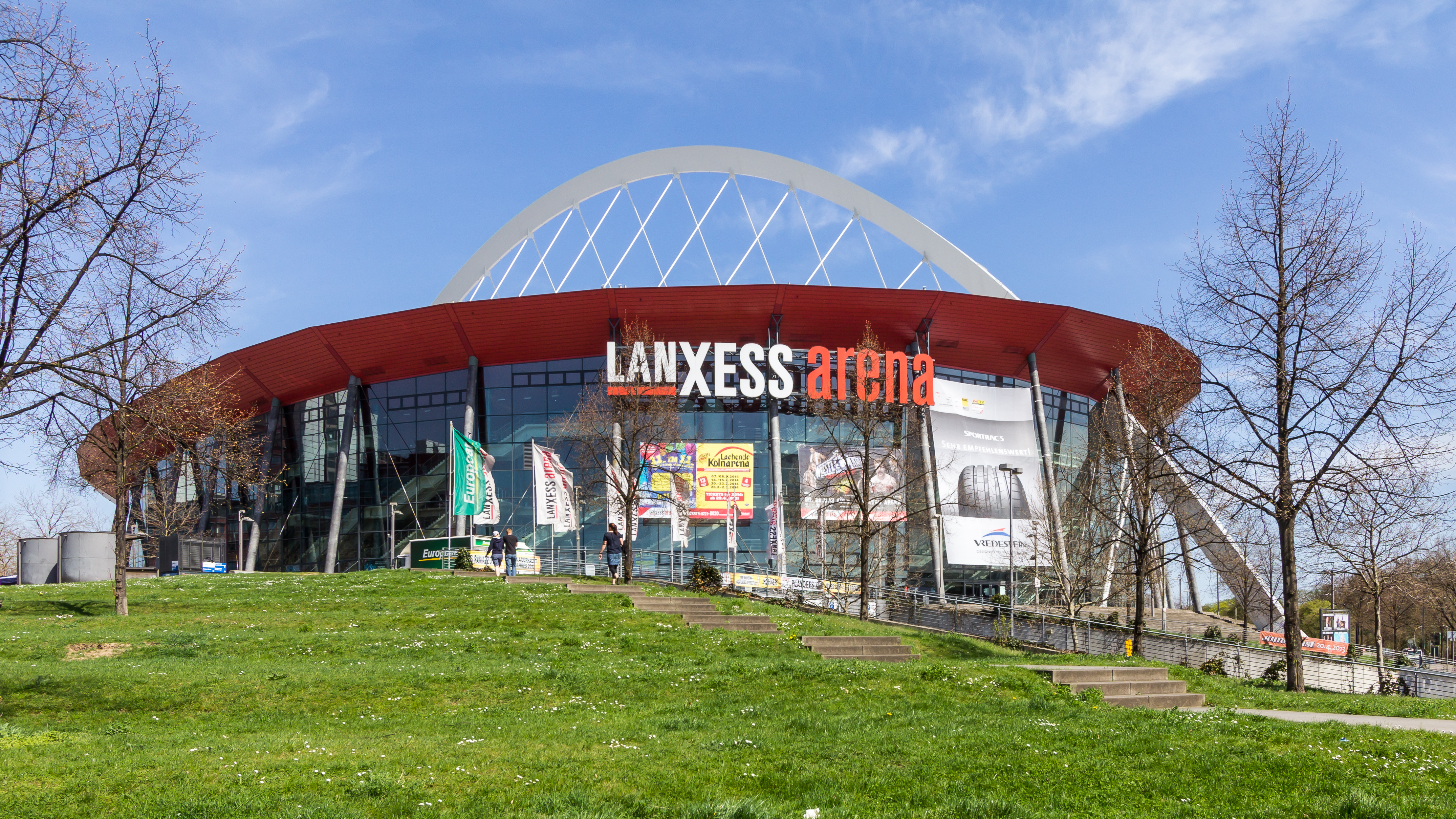
Многофункциональный комплекс «Ланксесс-Арена», расположенный в районе Дойц

В Кёльне базируются две футбольные команды: ФК «Кёльн» и «Фортуна». В сезоне 2019/20 ФК «Кёльн» играет в Первой Бундеслиге. Клуб является ведущим в Германии, но был чемпионом национального первенства несколько раз (1962, 1964, 1978) и является четырёхкратным обладателем кубка Германии (1968, 1977, 1978, 1983). В 1986 году был финалистом Кубка УЕФА. 

Вторым по силе футбольным клубом в Кёльне является «Фортуна», которая в настоящее время играет в одной из низших лиг. Громких достижений у клуба не было. 

В пригороде Кёльна Леверкузене базируется футбольный клуб «Байер 04».
В городе популярен хоккей. Местный клуб «Кёльнер Хайе», играющий в Немецкой хоккейной лиге, является одним из сильнейших клубов Германии. Восьмикратный чемпион Германии (1977, 1979, 1984, 1986, 1987, 1988, 1995, 2002). Один из самых посещаемых хоккейных клубов Европы, в среднем за матч собирается 17 тысяч человек.
Также в Кёльне есть гандбольная команда «Гуммерсбах», баскетбольная команда «Rhein-Energie-Köln» и регбийная команда «Cologne Centurions».
В городе имеется стадион «Рейн Энерги», где выступает ФК «Кёльн», многофункциональная крытая «Ланксесс-Арена», ипподром и множество небольших стадионов и спорткомплексов.
В Кёльне прошли пять матчей Чемпионата мира по футболу 2006 года. В 2010 году в городе состоялись всемирные Гей-игры.
«Ланксесс-Арена», которая является самым вместительным хоккейным стадионом за пределами Северной Америки, принимала матчи чемпионата мира по хоккею с шайбой в 2001 и 2010 годах, здесь также прошёл Чемпионат мира 2017 года.

### Медиа
Кёльн — один из крупных медиацентров Германии. В Кёльне расположен радиотелецентр Западно-Германского радио (Westdeutscher Rundfunk) — крупнейшей региональной телерадиоорганизации ФРГ, подготавливавший и заказывающий подготовку до 30 % передач ARD — общенациональной телерадиоорганизации, вещающей по 1-му телеканалу страны. В Кёльне располагаются крупные студии таких известных телекомпаний, как RTL, Super-RTL, N-TV, VIVA и VOX. В Кёльне расположена часть офисов «Немецкой Волны» — другого члена ARD, занимающегося иновещанием (значительная часть офисов этой радиоорганизации расположена также в Бонне).
Кёльнская киностудия — самая крупная в ФРГ, бо́льшая часть немецких фильмов производится именно здесь.
Печатные же СМИ Кёльна далеко не так значимы — в городе выходят лишь местные газеты и журналы: «Экспресс», «Kölner Stadt-Anzeiger» и «Kölner Rundschau».

## Экономика

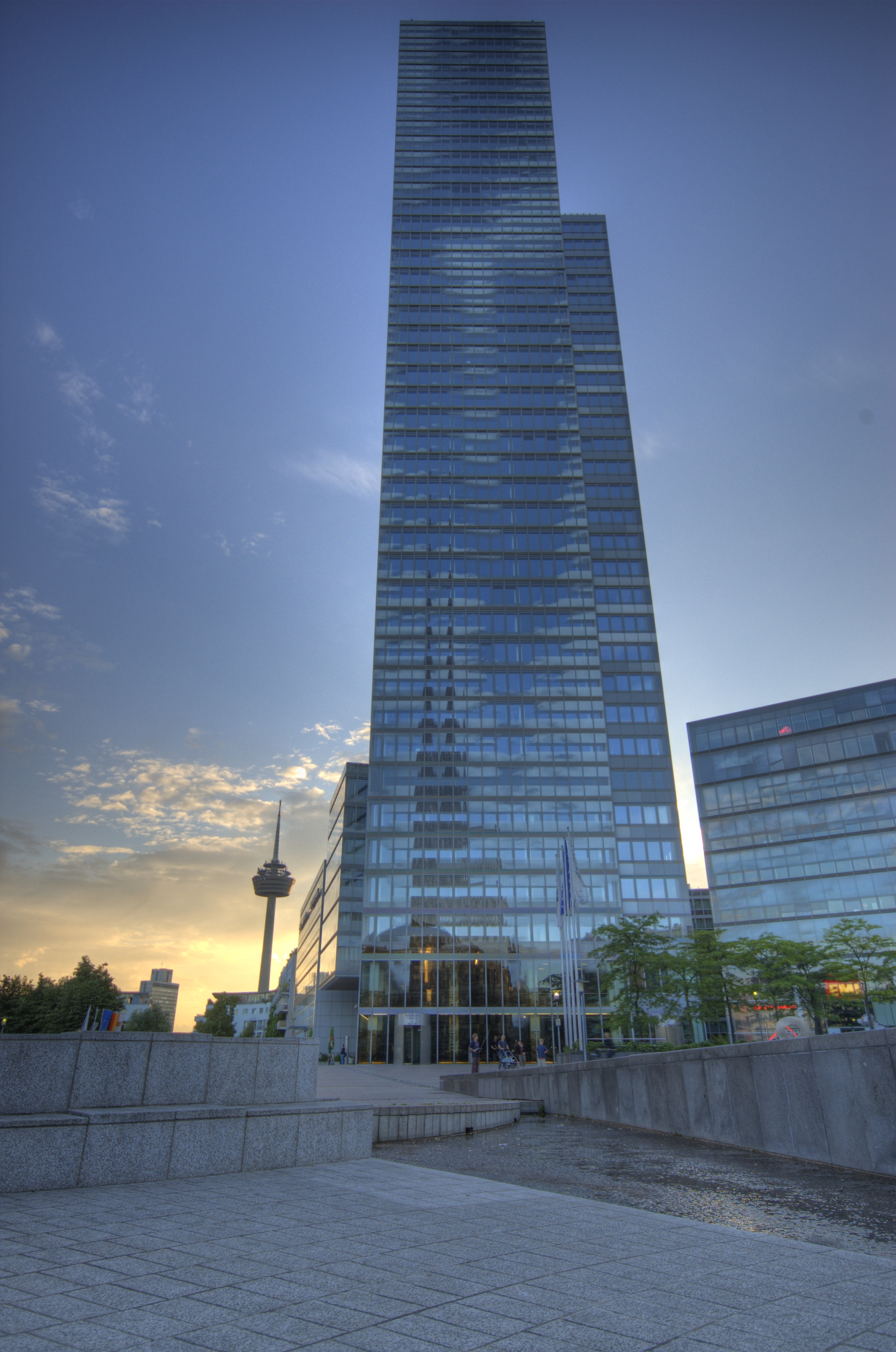
Офисное здание «Koeln-Turm» (самое высокое в Кёльне)

Богатые залежи бурого угля на западных окраинах и близость Рурской области позволили Кёльну начать в середине XIX века своё превращение в один из индустриальных центров Европы.
Сегодня ведущие позиции в Кёльне занимают:
- Машино- и автомобилестроение. На севере города большие площади занимают фабрики фирмы Ford, немецкий центр которой находится там. Крупные производственные филиалы содержат в том числе Toyota, Grundig, Siemens AG, Alfred H. Schutte.
- Химическая промышленность. В городах-спутниках Леверкузене и Дормагене громадные площади заняты заводами и фабриками фармаконцерна «Bayer».
- Пищевая промышленность. В Кёльне содержит свой главный филиал одна из крупнейших фирм по производству кондитерских изделий — «Штольверк». Кроме того, в городе расположено множество старых пивоварен, где производится знаменитый кёльш.
- Нефтеперерабатывающая промышленность в индустриальных районах на юге.
- Текстильная промышленность и производство стройматериалов.
- Полиграфия: Felix Böttcher.

Кёльн является родиной одеколона (от фр. Eau de Cologne — «кёльнская вода». Первый одеколон — «Фарина» — был произведён в Кёльне).
Ряд известных фирм основал в Кёльне свои филиалы: «Evonik Industries», Shell, Toyota, British Petroleum, Ford. Здесь находится руководящий центр Lufthansa.
В комплексе «Кёльн-Мессе/Дойц» регулярно проходят различные тематические выставки и ярмарки разнообразных отраслей промышленности и искусства. Кёльн избрали своим центром такие влиятельные организации как Международная торговая палата, Союз немецкой промышленности, Торгово-промышленная палата, Союз работодателей, Ремесленная палата и Союз немецких банков.

## Транспорт и инфраструктура

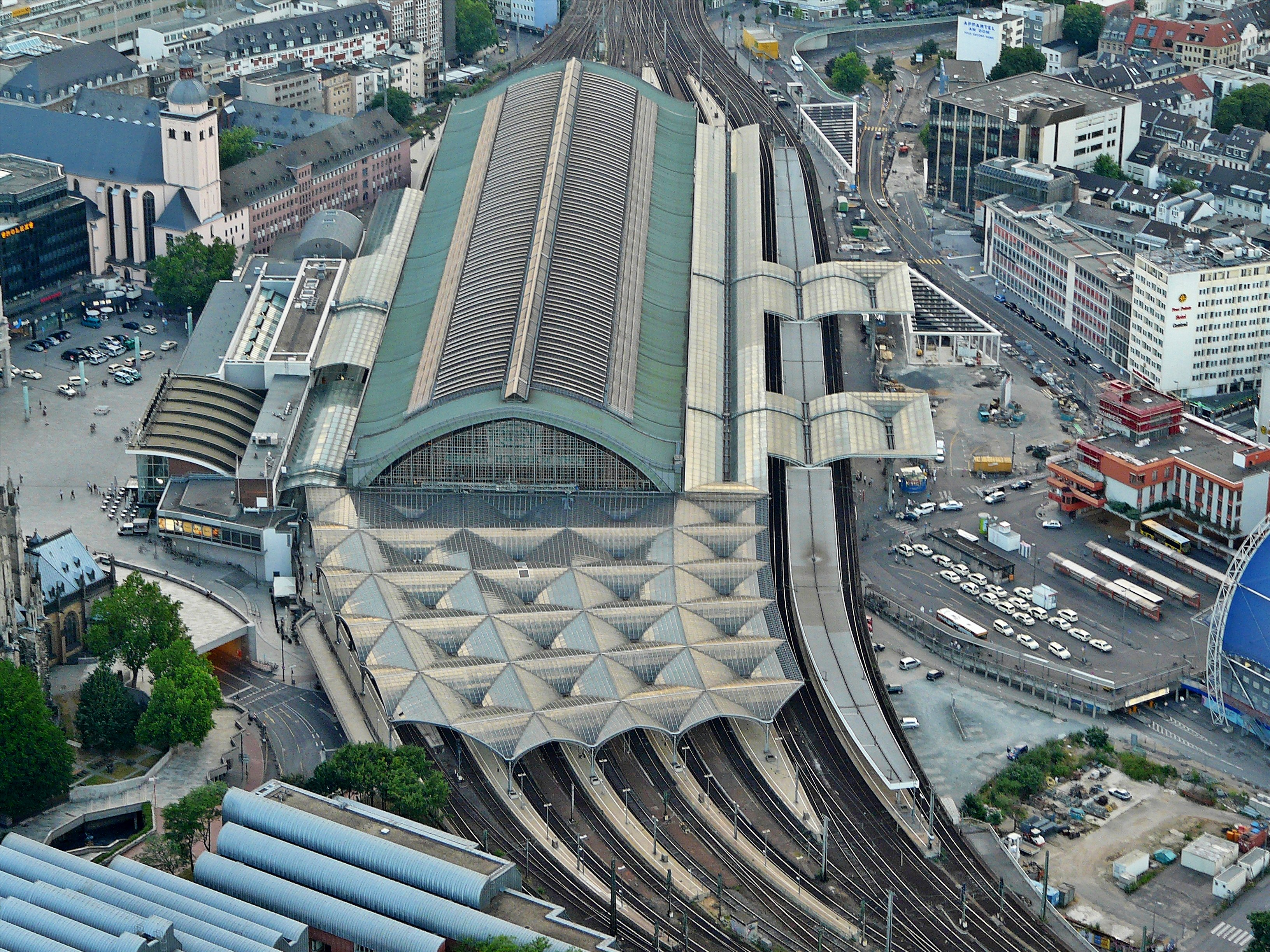
Вид на Железнодорожный вокзал с колокольни Кёльнского собора

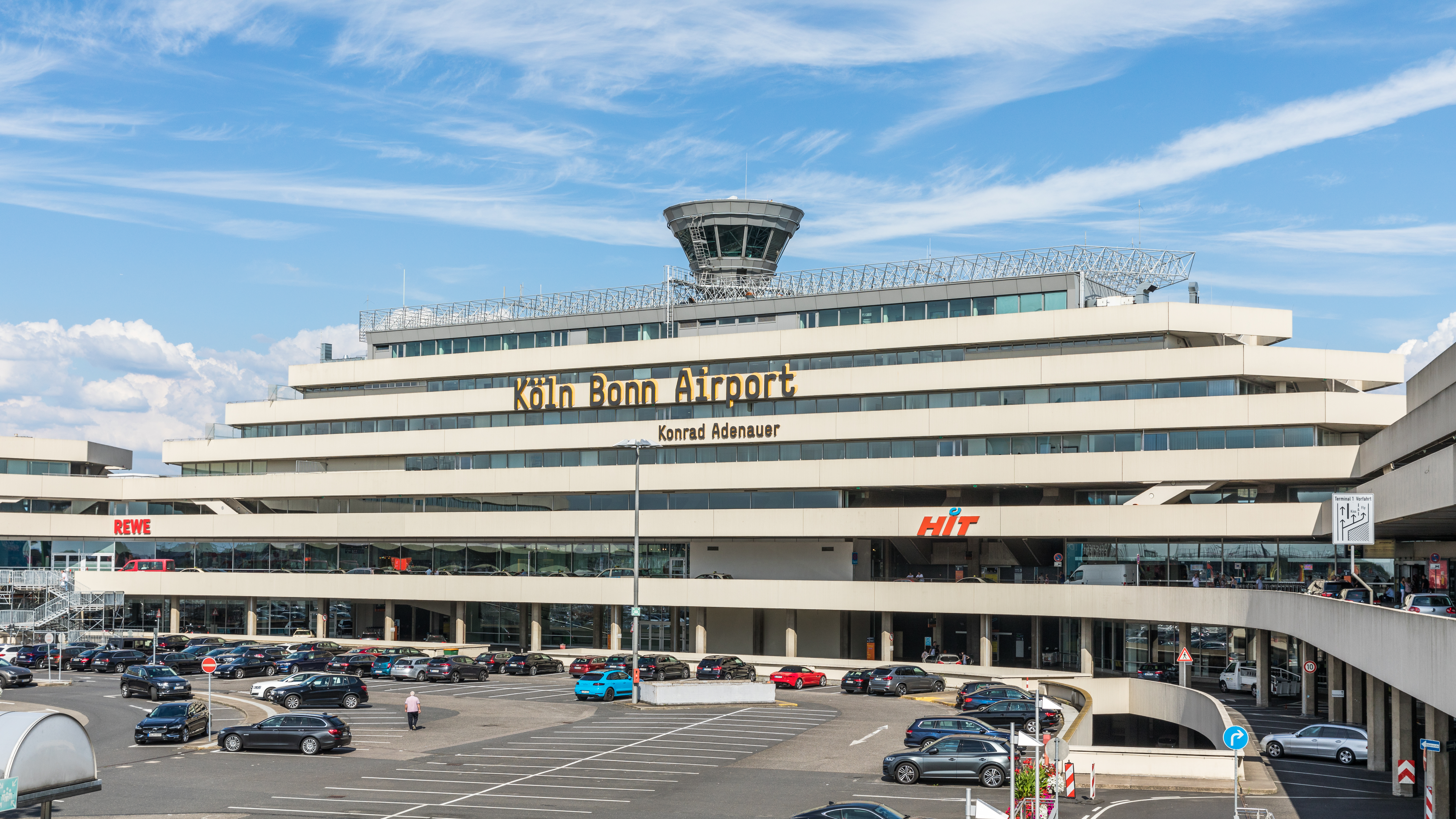
Международный аэропорт Кёльн

Кёльн — с давних пор один из крупнейших транспортных центров Европы. Это обусловлено не в последнюю очередь его географическим положением на пересечении торговых путей из Германии и стран Восточной Европы во Францию и Англию с одной стороны; и также водного пути по Рейну из Северного моря вглубь континента. Не случайно Ганза была основана именно в Кёльне.
И сегодня через Кёльн ежеминутно проходит в среднем по 8 поездов, в том числе знаменитый экспресс Кёльн — Париж, первый высокоскоростной международный экспресс. Город окружён и пронизан сетью высококачественных автобанов, через Рейн переброшено 8 мостов, из них 2 железнодорожных. Мост Гогенцоллернов — самый оживлённый железнодорожный мост Европы. В Кёльне располагалась одна из железнодорожных дирекций Deutsche Bundesbahn.
В Кёльне действует международный аэропорт, в последние годы приобретший значение как основная посадочная площадка для недорогих авиакомпаний. Ежегодно через него проходит более 6 млн пассажиров. Хорошо развито судоходство, в основном грузоперевозки между Нидерландами, Германией и Францией. Пассажирское судоходство потеряло былое значение и используется в основном в целях отдыха и туризма.
В городе хорошо развита современная сеть общественного транспорта, проложено более 50 км подземных путей скоростного трамвая.
Для туристов в городе имеются два маршрута экскурсионных автобусов City Tour с аудиогидом на немецком, английском, нидерландском, японском, русском, итальянском, испанском, французском, китайском, шведском языках.
Город Кёльн разделён на 9 городских округов (нем. Stadtbezirke) — Средний Город (Центр), Роденкирхен, Линденталь, Эренфельд, Ниппес, Хорвайлер, Порц, Кальк, Мюльхайм. Последние четыре являются округами с повышенной плотностью проживания иностранцев и переселенцев. Мюльхайм, Кальк, Порц и район Дойтц Среднего Города расположены на восточном берегу Рейна, остальные на западном. Каждый округ разделён на несколько (от 5 до 14) районов (нем. Stadtteile), которые, в свою очередь, неофициально подразделяются на ряд кварталов (нем. Stadtviertel). Округа были присоединены к Центру в ходе трёх территориально-административных реформ, в конце XIX века, 1922 и 1977 годах.

## Наука и образование

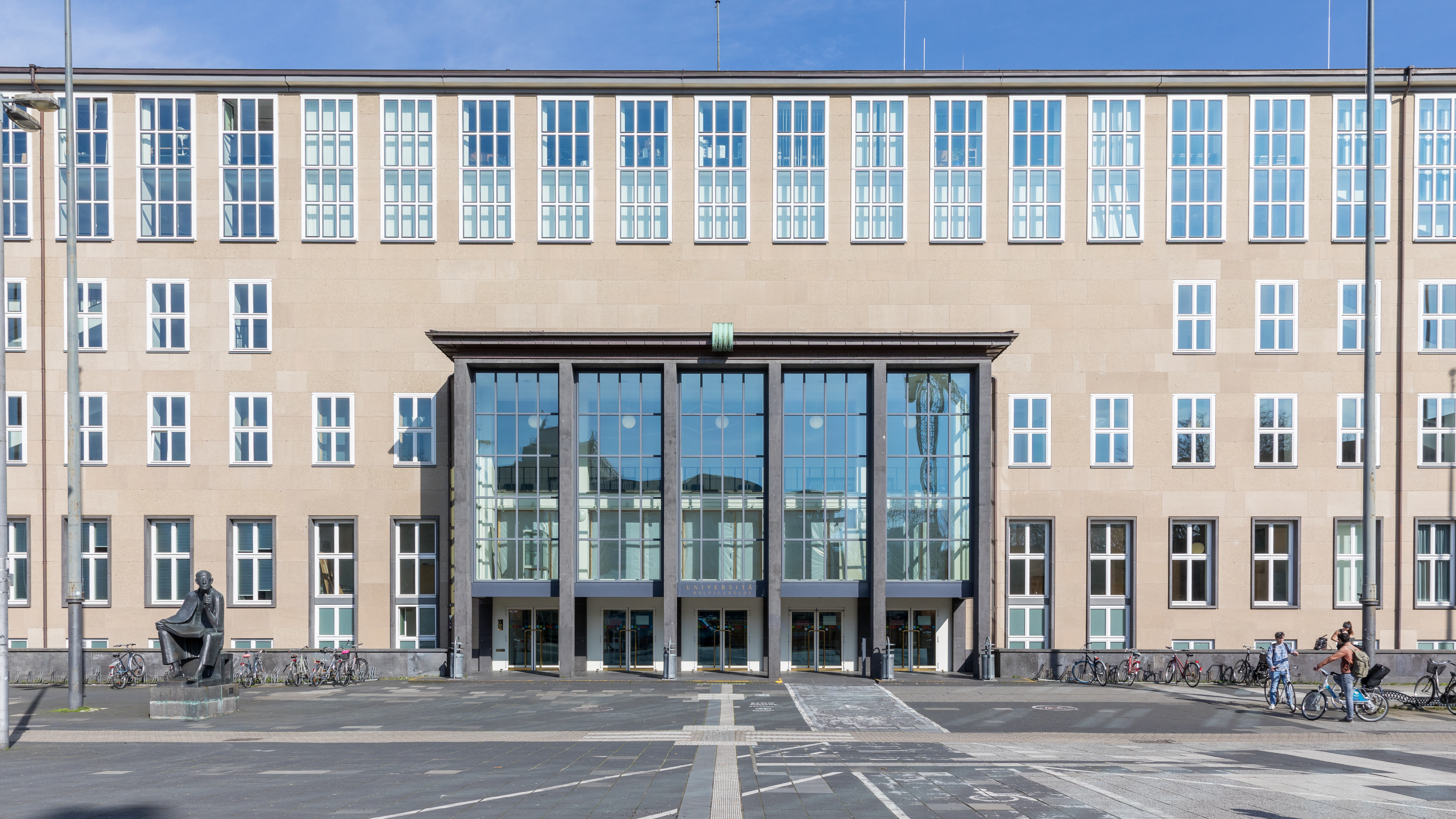
Кёльнский университет

В Кёльне находится крупнейший в Германии университет, в котором обучаются 44 тыс. студентов. Кёльнский университет был основан в 1388 году. В 1490 году при университете был основан ботанический сад — это был первый в мире университетский ботанический сад.
Весь XIX век университет не работал, и лишь после Первой мировой войны вновь открыл свои двери. Сегодня Кёльнский университет — один из самых уважаемых вузов Германии, в частности, по опросам журналов «Spiegel» и «Focus»; экономический факультет Кёльнского университета является самым престижным в стране среди общественных университетов.
Кроме университета, в Кёльне имеются Городской институт, Рейнский институт, Европейский институт Фрезениус, Институт спорта, Католический институт. Особо известны далеко за пределами города Кёльнская высшая школа искусств, Высшая школа музыки и Кёльнская высшая школа кинематографии. Они считаются ведущими немецкими вузами в данных направлениях.
Что касается научных исследований, то тут Кёльн может гордиться всемирно известным НИИ Макса Планка, занимающимся в Кёльнском филиале вопросами неврологии и социологии. В городе расположена штаб-квартира «Германского центра авиации и космонавтики».

## Федеральные учреждения
Соседний с Кёльном город Бонн являлся до недавнего времени местом расположения правительства Германии, а поскольку размеры его были небольшими, многие федеральные учреждения и посольства размещались в Кёльне и остались здесь до сих пор. Это в первую очередь немецкий Совет Городов (Städtetag) и такие важные федеральные учреждения, как Федеральное ведомство по охране конституции Германии, Учреждение по грузовым перевозкам, Верховная Финансовая Дирекция, Верховное Коммунальное Управление, Управление Luftwaffe ФРГ, Учреждение Военной контрразведки и прочие.

## Галерея
Городские панорамы: